# Natsu e no Tonneru, Sayonara no Deguchi
Natsu e no Tonneru, Sayonara no Deguchi (夏へのトンネル、さよならの出口 Natsu e no Tonneru, Sayonara no Deguchi?, lit. "El túnel hacia el verano, la salida del adiós") es una novela ligera japonesa escrita por Mei Hachimoku e ilustrada por Kukka, publicada por Shogakukan bajo su sello Gagaga Bunko en julio de 2019. Una adaptación a manga, titulada Natsu e no Tonneru, Sayonara no Deguchi Gunjō, e ilustrada por Koudon, comenzó en la revista de manga seinen Gekkan Sunday Gene-X de Shogakukan en julio de 2020. Una adaptación a película de anime por parte de CLAP se estrenó el 9 de septiembre de 2022 en los cines japoneses.

## Personajes
Kaoru Tono (塔野カオル Tōno Kaoru?)
 Seiyū: Oji Suzuka
Es el protagonista de la historia. Un estudiante de preparatoria que vive en un pueblo rural de la costa. Perdió a su hermana menor en un accidente. Su educación le dio una personalidad vacía, y pasaba sus días dejándose llevar por la corriente de la vida.
Anzu Hanashiro (花城あんず Hanashiro Anzu?)
 Seiyū: Marie Iitoyo
Es la heroína de la historia. La chica nueva que llegó al pueblo por determinados motivos. A pesar de su apariencia fría, tiene una personalidad fuerte, con pasión y mucha ilusión. A veces choca con los que la rodean debido a su orgullo y su lengua afilada.
Koharu Kawasaki (川崎小春 Kawasaki Koharu?)
Compañera de clases de Kaoru y Anzu. Una chica considerada como la "reina en su clase". Es sumamente orgullosa y honesta, para bien o para mal, lo que hace que sea fácil dejarse llevar o herir a los demás.
Karen Tono (塔野カレン Tono Karen?)
La difunta hermana menor de Kaoru. Solía ser una niña muy alegre y muy perspicaz a la cual Kahoru se encontraba muy apegado. Se decía que ella era el centro de la familia y lo único que los mantenía unidos. Ella fallece accidentalmente 5 años antes del comienzo de la historia.
Yohei Kaga (川崎小春 Kaga Yōhei?)
El único amigo de Kaoru desde que llegó a la preparatoria. Un chico que pese a su apariencia de atleta, suele tener pasatiempos intelectuales como la caligrafía. Es una persona que tiene como pasatiempo el observar el comportamiento de los demás. En muchas ocasiones suele ser la voz de la razón para  Kahoru.

## Medios

### Novela ligera
Natsu e no Tonneru, Sayonara no Deguchi, escrita por Mei Hachimoku e ilustrada por Kukka, fue publicada por Shogakukan bajo su sello Gagaga Bunko el 18 de julio de 2019.
En julio de 2021, Seven Seas Entertainment anunció la licencia de la novela ligera para su publicación en inglés en Estados Unidos y Canadá. Su lanzamiento está previsto para el 10 de mayo de 2022.

### Manga
Una adaptación a manga, Natsu e no Tonneru, Sayonara no Deguchi Gunjō, ilustrada por Koudon, comenzó su serialización en la revista de manga seinen Gekkan Sunday Gene-X de Shogakukan el 18 de julio de 2020. La primera de las dos partes terminó el 1 de octubre de 2021. Shogakukan ha recopilado sus capítulos en volúmenes individuales tankōbon. El primer volumen salió a la venta el 18 de diciembre de 2020. Desde el 17 de diciembre de 2021, se han publicado cuatro volúmenes.
En julio de 2021, Seven Seas Entertainment anunció que había concedido la licencia del manga para su publicación en inglés en Estados Unidos y Canadá, para empezar su publicación en julio de 2022.

#### Lista de volúmenes
| Volúmenes de manga publicados | Volúmenes de manga publicados | Volúmenes de manga publicados |
| Número                        | Fecha de lanzamiento          | ISBN                          |
| ----------------------------- | ----------------------------- | ----------------------------- |
| 1                             | 18 de diciembre de 2020       | ISBN 978-4-09-157619-4        |
| 2                             | 18 de marzo de 2021           | ISBN 978-1-63858-795-8        |
| 3                             | 19 de agosto de 2021          | ISBN 978-4-09-157632-3        |
| 4                             | 17 de diciembre de 2021       | ISBN 978-4-09-157666-8        |

### Película de anime
El 15 de diciembre de 2021 se anunció una adaptación a película de anime. Está producida por CLAP y escrita y dirigida por Tomohisa Taguchi, con Tomomi Yabuki diseñando los personajes y sirviendo como director jefe de animación, y Harumi Fuuki componiendo la música. La película se estrenó el 9 de septiembre de 2022 en cines japoneses.
Sentai Filmworks obtuvo la licencia de la película para América del Norte y Anime Limited adquirió la película en el Reino Unido, Irlanda y Malta.